# Petroedmondia syriaca
Petroedmondia syriaca är en flockblommig växtart som först beskrevs av Pierre Edmond Boissier, och fick sitt nu gällande namn av Sophia G. Tamamschjan. Petroedmondia syriaca ingår i släktet Petroedmondia och familjen flockblommiga växter. Inga underarter finns listade i Catalogue of Life.